# Нарапаті III
Нарапаті III (*бірм. နရပတိ; 1516 — після 1568) — 17-й володар царства Ава у 1545—1551 роках.

## Життєпис
Походив з шанського князівствого роду. Онук Конмаїнга I, собви (князя) Шіпо. Син Конмаїнга. Народився 1516 року, його шанське ім'я Хсо Кау Хпа. З часом отримав від діда володіння Монг Пай. 1542 року, коли батько успадкував князівство Шіпо, отримав вождество Моб'є, який був васалом Шіпо. Він залишився тут навіть тоді, коли його батько був обраний царем Ави в червні 1542 року. У вересні 1545 року після смерті батька успадкував владу, прийнявши тронне ім'я Нарапаті III.
Стикнувся з численними загрозами: на підні від Таунгу, на заході — від князівства Могн'їн. Тому спочатку уклав мирний договір з Табіншвехті, володарем Таунгу, визнавши його захоплення разом з містом Паган. Потім він спробував переконати Сітху Чавтіна, намісника Сікайна, родича Со Лона II, собви Могн'їна, перейти на його бік. Втім не досяг успіху, оскільки обидва бажали захопити Аву. За цим Нарапаті III спробував захопити Сікайн, але зазнав невдачі.
В подальші роки активно протистояв Солону II і Сітху Чавтіну. Останній до 1549 року фактично став самостійним правителем Сікайну, що зрештою визнав Со Лон. У вересні 1551 року Сітху Чавтін атакував Аву. Він чинив опір близько місяця, але втік на південь до Пегу під захист Баїннауна, нового володаря Таунгу. Трон Ави зайняв Сітху Чавтін, прийнявши ім'я Нарапаті IV.
В свою чергу колишній володар Ави мешкав в Пегу. Одна з його дочок, Кхін Аунг Кхам стала дружиною Баїннауна. Остання згадка про нього відноситься до 16 березня 1568 року, коли він був присутнім на церемонії освячення нещодавно відбудованого палацу Канбавзатхаді.